# Gladys George
Gladys George (n. 13 septembrie 1904 - d. 8 decembrie 1954) a fost o actriță americană.

## Biografie
S-a născut la 13 septembrie 1904 ca Gladys Clare Evans în Patten, Maine din părinți englezi.  

## Filmografie
| Film                           | Rol                                    | An   | Note                                                          |
| ------------------------------ | -------------------------------------- | ---- | ------------------------------------------------------------- |
| Red Hot Dollars                | Janet Muir                             | 1919 | Debut cinematografic                                          |
| The Woman in the Suitcase      | Ethel                                  | 1920 |                                                               |
| Below the Surface              | Alice                                  | 1920 |                                                               |
| Homespun Folks                 | Beulah Rogers                          | 1920 |                                                               |
| The Easy Road                  | Isabel Grace                           | 1921 |                                                               |
| Chickens                       | Julia Stoneman                         | 1921 |                                                               |
| The House that Jazz Built      | Lila Drake                             | 1921 |                                                               |
| Straight Is the Way            | Shirley                                | 1934 |                                                               |
| Valiant Is the Word for Carrie | Carrie Snyder                          | 1936 | Nominalizare la Premiul Oscar pentru cea mai bună actriță.    |
| They Gave Him a Gun            | Rose Duffy                             | 1937 | Film cu Spencer Tracy.                                        |
| Madame X                       | Madame X/Jacqueline Fleuriot/Miss Pran | 1937 | Singurul film cu Gladys George care a fost relansat pe VHS.   |
| Love Is a Headache             | Carlotta 'Charlie' Lee                 | 1938 |                                                               |
| Marie Antoinette               | Madame du Barry                        | 1938 | Prima oară când Gladys George interpretează o figură istorică |
| I'm From Missouri              | Julie Bliss                            | 1939 |                                                               |
| Here I Am Stranger             | Clara Paulding                         | 1939 |                                                               |
| The Roaring Twenties           | Panama Smith                           | 1939 |                                                               |
| A Child Is Born                | Florette Laverne                       | 1939 |                                                               |
| Șoimul maltez                  | Ida Archer                             | 1941 |                                                               |
| The Crystal Ball               |                                        | 1943 |                                                               |